# Osuwiska w Lipowicy
Osuwiska w Lipowicy – zespół trzech sąsiadujących ze sobą osuwisk gruntu w masywie Kielanowskiej Góry w Beskidzie Niskim, na terenie wsi Lipowica, ok. 3 km na południe od centrum Dukli. Jeden z najbardziej efektownych kompleksów osuwisk w strefie fliszu karpackiego w polskich Beskidach.
Osuwiska powstały na wschodnich i południowo-wschodnich zboczach Kielanowskiej Góry, na wysokości ok. 360–480 m n.p.m., w gruboławicowych piaskowcach cergowskich, należących do zewnętrznego fałdu jednostki dukielskiej.
Tzw. obecnie „Osuwisko północne” powstało na wschodnim stoku Kielanowskiej Góry, ponad ścianą nieczynnego, starego kamieniołomu w dniu 13 maja 1957 r. Możliwość zaistnienia w tym miejscu ruchów masowych o dużej skali była możliwa do przewidzenia znacznie wcześniej, bowiem już w 1955 r. obserwowano ponad wyrobiskiem szczeliny o szerokości 0,8 m i głębokości do 9 m. Elementem inicjującym osuwisko mógł być wstrząs tektoniczny, który 13 maja o godzinie 7.30 rano zanotowały stacje sejsmograficzne w Krakowie i Bratysławie. Jego powstanie przyspieszyły długotrwałe opady deszczu oraz – najprawdopodobniej – intensywne prace eksploatacyjne w pobliskim czynnym kamieniołomie.
Osuwanie się gruntu trwało długo, bo do godziny 13.00. Osunięciu podległo kilkanaście tysięcy metrów sześciennych materiału. Osuwisko było tak wielkie, że bloki skalne, rumosz i ziemia zatarasowały na dłuższy czas drogę z Dukli ku Przełęczy Dukielskiej. Jęzor osuwiska usuwano z drogi przez wiele dni, przeznaczając kamień na cele budowlane i do budowy dróg bitych w całym regionie. W 1970 r. zbocze ponownie „ożyło”. Powstały wówczas kolejne głębokie szczeliny i kilka widocznych jaskiń, które jednak zaczęto eksplorować dopiero z górą 20 lat później.
Osuwisko ma obecnie kształt podłużnej rynny o długości ponad 200 m i szerokości ok. 80 m. Obejmuje powierzchnię ok. 2 ha. Od południowego zachodu ogranicza je pionowa ściana skalna o wysokości dochodzącej do 16 m. Zwraca uwagę również położona w środkowej części osuwiska głęboka szczelina. Od północnego zachodu posiada ona ścianę kilkunastometrowej wysokości, znaną jako Gangusiowa Turnia, natomiast po przeciwnej stronie szczelina ograniczona jest wałem okalającym niszę osuwiska.
„Osuwisko południowe” położone jest kilkaset metrów na południe od „Osuwiska północnego”, nad znajdującym się tam większym, lecz młodszym wyrobiskiem kamieniołomu. Obszar osuwiska jest wybitnie zaburzony, posiada liczne poprzeczne oraz podłużne szczeliny i rowy.
Trzecie z osuwisk, najmniejsze – tzw. „Osuwisko zachodnie” - znajduje się pomiędzy dwoma wyżej wymienionymi, nieco na północny zachód od „Osuwiska południowego”. Oddzielone jest od niego niewielkim grzbietem, a tworzy je nisza osuwiskowa z wysoką ścianą skalną i położony na południe od niej spory rów rozpadlinowy.

## Jaskinie w osuwiskach
We wszystkich trzech osuwiskach odkryto wiele jaskiń, których powstanie jest związane zarówno z wcześniejszymi ruchami masowymi w rejonie Kilanowskiej Góry jak i z współczesną eksploatacją kamieniołomów i będącą jej wynikiem działalnością osuwiskową. W 2002 r. na Kilanowskiej istniało 57 jaskiń i schronisk podskalnych o łącznej długości 920 m. Są to w większości jaskinie typu szczelinowego. Mniejszy procent to jaskinie typu osuwiskowego lub mieszane. W „Osuwisku północnym” zinwentaryzowano wówczas 24 jaskinie i schroniska podskalne, wśród których znajdowały się najdłuższe wówczas i najgłębsze jaskinie Kilanowskiej Góry: Gangusiowa Jama (190 m długości, 11 m głębokości), Szczelina Lipowicka (105 m długości, 10 m deniwelacji) i Lodowa Szczelina (65 m długości). W „Osuwisku południowym” znanych było 26 jaskiń i schronisk podskalnych, a najdłuższymi wśród nich były Jaskinia Św. Jana (53 m długości) i Jaskinia Kacza (49 m długości). W najmniejszym „Osuwisku zachodnim” znaleziono 7 niewielkich jaskiń i schronisk podskalnych, wśród których najdłuższą była Jaskinia Górna (18 m długości).
Po kolejnych odkryciach w 2011 r. znanych było tu już 69 jaskiń, o łącznej długości korytarzy wynoszącej 1755 m, w tym odkryta w 2003 r. najdłuższa jaskinia w tej części Beskidów – Jaskinia Słowiańska-Drwali. Ma ona aktualnie 601 m długości, posiada skromną szatę naciekową i zróżnicowany mikroklimat: w górnej części – dynamiczny, a w dolnej - statyczny zimny z pokrywą lodową.

## Ochrona
Osuwiska w Lipowicy o łącznej powierzchni 13,5 ha z racji istniejących tu jaskiń zostały włączone w ramy sieci Natura 2000 jako specjalny obszar ochrony siedlisk (dyrektywa siedliskowa; Kod obszaru: PLH180044 w jaskiniach bytują nietoperze – 2 gatunki z załącznika II dyrektywy siedliskowej – podkowiec mały i nocek duży).